# Bonamia
Bonamia (лат.) — род растений семейства Вьюнковые (Convolvulaceae), распространённый в Северной и Южной Америке, Африке, на Мадагаскаре, в Южной и Юго-Восточной Азии, и Австралии.

## Ботаническое описание
Многолетние, травянистые или деревянистые лианы, или полукустарники. Листья простые, яйцевидные, сердцевидные, эллиптические, ланцетные, продолговатые или линейные.
Чашелистиков 5, свободные, реже срастаются у основания. Венчик воронковидный, белый, синий, фиолетовый, розовый, красный или жёлтый. Тычинок пять, чередуются с лепестками. Завязь верхняя, двугнёздная. Плоды 1–4-семянные, яйцевидные или шаровидные коробочки. Семена коричневые, тёмно-коричневые или чёрные.

## Таксономия
Bonamia Thouars, Hist. Vég. Iles France 1: 33 (1804), nom. cons.
Род назван в честь французского ботаника Франсуа Бонами.

### Синонимы
- Bonamiopsis (Roberty) Roberty (1964)
- Breweria R.Br. (1810)
- Breweriopsis Roberty (1952)
- Cymonamia (Roberty) Roberty (1964)
- Perispermum O.Deg. (1932)
- Trichantha H.Karst. & Triana (1855), nom. illeg.

### Виды
Род включает 68 видов:
- Bonamia abscissa (Choisy) Hallier f.
- Bonamia agrostopolis (Vell.) Hallier f.
- Bonamia alatisemina R.W.Johnson
- Bonamia alternifolia J.St.-Hil.
- Bonamia ankaranensis Deroin
- Bonamia apikiensis Deroin
- Bonamia apurensis D.F.Austin
- Bonamia austinii A.Moreira & Sim.-Bianch.
- Bonamia balansae Hallier f.
- Bonamia boivinii Hallier f.
- Bonamia boliviana O'Donell
- Bonamia brevifolia (Benth.) Myint
- Bonamia campestris A.Moreira & Sim.-Bianch.
- Bonamia capitata (Dammer) Ooststr.
- Bonamia cerradoensis J.R.I.Wood
- Bonamia chontalensis E.Carranza
- Bonamia densiflora (Baker) Hallier f.
- Bonamia deserticola R.W.Johnson
- Bonamia dietrichiana Hallier f.
- Bonamia douglasii D.F.Austin
- Bonamia elegans (Choisy) Hallier f.
- Bonamia elliptica (L.B.Sm. & B.G.Schub.) Myint & D.B.Ward
- Bonamia erecta R.W.Johnson
- Bonamia ferruginea (Choisy) Hallier f.
- Bonamia fruticosa R.W.Johnson
- Bonamia gabonensis Breteler
- Bonamia grandiflora (A.Gray) Hallier f.
- Bonamia holtii O'Donell
- Bonamia jiviorum J.R.Grande
- Bonamia krapovickasii A.Moreira & Sim.-Bianch.
- Bonamia kuhlmannii Hoehne
- Bonamia langsdorffii (Meisn.) Hallier f.
- Bonamia leonii A.H.Gentry & Austin
- Bonamia linearis (R.Br.) Hallier f.
- Bonamia longipilosa R.W.Johnson
- Bonamia longitubulosa Breteler
- Bonamia maripoides Hallier f.
- Bonamia media (R.Br.) Hallier f.
- Bonamia menziesii A.Gray
- Bonamia mexicana J.A.McDonald
- Bonamia mossambicensis (Klotzsch) Hallier f.
- Bonamia multicaulis (Brandegee) House
- Bonamia multiflora R.W.Johnson
- Bonamia ngouniensis Breteler
- Bonamia nzabii Breteler
- Bonamia oblongifolia Myint
- Bonamia ovalifolia (Torr.) Hallier f.
- Bonamia pannosa (R.Br.) Hallier f.
- Bonamia peruviana Ooststr.
- Bonamia pilbarensis R.W.Johnson
- Bonamia riograndina J.R.I.Wood
- Bonamia rosea (F.Muell.) Hallier f.
- Bonamia rosiewiseae J.R.I.Wood
- Bonamia sedderoides Rendle
- Bonamia semidigyna (Roxb.) Hallier f.
- Bonamia sericea (Griseb.) Hallier f.
- Bonamia spectabilis (Choisy) Hallier f.
- Bonamia sphaerocephala (Dammer) Ooststr.
- Bonamia subsessilis Hassl.
- Bonamia sulphurea (Brandegee) Myint & D.B.Ward
- Bonamia thunbergiana (Roem. & Schult.) F.N.Williams
- Bonamia toniae R.W.Johnson
- Bonamia trichantha Hallier f.
- Bonamia tsivory Deroin
- Bonamia umbellata (Choisy) Hallier f.
- Bonamia velutina Verdc.
- Bonamia vignei Hoyle
- Bonamia wilsoniae R.W.Johnson